# André Champsaud
André Champsaud (né à Digne-les-Bains le 9 août 1738 et mort dans la même ville  le 26 juillet 1826) est un prélat français, qui fut évêque constitutionnel des Basses-Alpes de 1799 à 1801.

## Biographie
André Champsaud nait à Digne, fils de Charles revendeur et de Françoise Micoud. Bachelier en théologie, il devient promoteur diocésain dans l'évêché de Digne en 1771 puis  curé d'Entrages en décembre 1775 avant de devenir le curé de la cathédrale de Digne en 1780.
Lors de la Révolution française, il prête le serment constitutionnel avant de devenir le vicaire épiscopal de Jean-Baptiste de Villeneuve, le premier évêque constitutionnel du diocèse des Basses-Alpes, avec qui il administre le diocèse et dont il partage les convictions. En 1794 il est incarcéré avec lui et en 1795 dirige le diocèse au nom de l'évêque malade. Peu après sa mort à Valensole le 23 décembre 1798, il lui succède comme évêque constitutionnel et il est sacré à Aix-en-Provence le 5 mai 1799.
Lors du Concordat il se démet en septembre 1801 et vit à Digne dans la retraite. Il se réconcilie avec l'Église en 1811 et meurt à Digne le 26 juillet 1826.